# Diglossa duidae
El pinchaflor del Duida (Diglossa duidae), también denominado roba néctar del Duida, roba néctar menor o diglosa menor, es una especie de ave paseriforme de la familia Thraupidae, perteneciente al numeroso género Diglossa. Es nativo de los tepuyes del norte de América del Sur. 

## Distribución y hábitat

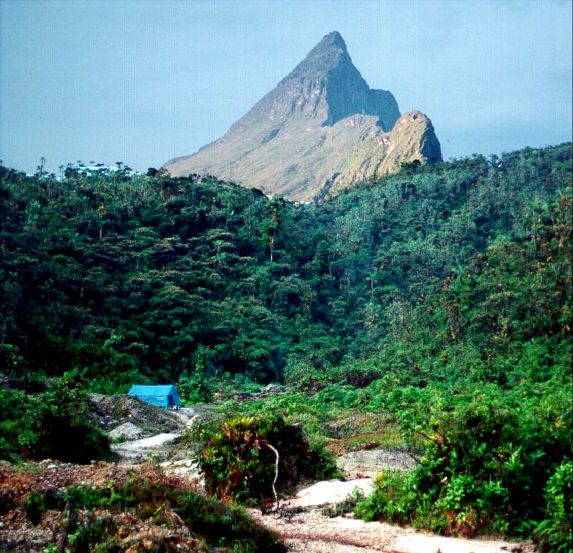
Piedemonte del cerro de la Neblina, ejemplo de hábitat de la especie.

Se encuentra únicamente en los remotos tepuyes del sur de Venezuela (centro y sur del estado de Amazonas) y extremo noroeste de Brasil (norte de Amazonas).
Su hábitat natural son las selvas tropicales de montaña, arbustales y pastizales, en altitudes entre 1400 y 2300 m. A juzgar por el gran número de especímenes colectados, debe tratarse de un pájaro común, especialmente por arriba de los 1800 m.

## Sistemática

### Descripción original
La especie D. duidae fue descrita por primera vez por el ornitólogo estadounidense Frank Michler Chapman en 1929 bajo el mismo nombre científico; su localidad tipo es: «Cerro Duida, 6600 pies [c. 2010 m], Amazonas, Venezuela». El holotipo, un macho adulto, colectado el 23 de enero de 1929, se encuentra depositado en el Museo Americano de Historia Natural bajo el número AMNH 245938.

### Etimología
El nombre genérico femenino Diglossa proviene del griego «diglōssos» que significa de lengua doble, que habla dos idiomas; y el nombre de la especie «duidae» se refiere a la localidad tipo, el cerro Duida.

### Subespecies
Según las clasificaciones del Congreso Ornitológico Internacional (IOC) y Clements Checklist/eBird v.2019 se reconocen tres subespecies, con su correspondiente distribución geográfica:
- Diglossa duidae hitchcocki Phelps, Sr & Phelps, Jr, 1948 – sur de Venezuela en los cerros Sipapo, Guanay e Yaví.
- Diglossa duidae duidae Chapman, 1929 –  sur da Venezuela en los cerros Parú, Huachamacare, Duida e Marahuaca; y en el suroeste de Bolívar (Meseta de Jaua e Cerro Sarisariñama).
- Diglossa duidae georgebarrowcloughi Dickerman, 1987 – sur de Venezuela y adyacencias del norte de Brasil, en el cerro de la Neblina.